# Црни телефон
Црни телефон (енгл. The Black Phone) амерички је хорор филм из 2021. године, у режији Скота Дериксона, по сценарију Дериксона и К. Роберта Каргила. Темељи се на истоименој приповеци Џоа Хила. Главне улоге глуме Мејсон Тејмс, Мадлен Макгро, Џереми Дејвис, Џејмс Рансон и Итан Хок. Прати отетог тинејџера (Тејмс) који користи мистериозни телефон да комуницира са претходним жртвама свог отмичара (Хок).
Дериксон је потписан за режију након што је одустао од филма Доктор Стрејнџ у мултиверзуму лудила због креативних разлика. Црни телефон је најављен у октобру 2020, а снимање је почело следеће године у Вилмингтону. Музику за филм је компоновао Марк Корвен.
Премијерно је приказан 25. септембра 2021. године, док је од следеће године приказиван у биоскопима. Добио је углавном позитивне критике.

## Радња
Године 1978, серијски киднапер и убица деце, познат само као "Отмичар", шуња се улицама предграђа Денвера. Брат и сестра Фини и Гвен Блејк живе у крају са својим оцем удовцем Теренсом, који је вечито пијан и злоставља их. У школи је Фини константно изложен вршњачком насиљу, све док једног дана његов школски друг Робин, који је познавалац борилачких вештина, не разбуца банду школских силеџија. Финијевог познаника Бруса киднапује Отмичар. Гвен, која сања видовњачке снове (попут своје покојне мајке), сања Брусову отмицу. Детективи Рајт и Милер саслушавају Гвен у школи, верујући да она има инсајдерска сазнања. Она одбије да помогне, али ипак бива кажњена од стране свог оца због разговора са детективима. Недуго затим, Отмичар киднапује Робина.
Неколико дана касније Отмичар киднапује Финија. Он се пробуди у звучно изолованом подруму. На зиду се налази искључени црни телефон са ротирајућим бројчаником. Доцније телефон изненада зазвони, иако је искључен, а запрепашћени Фини подигне слушалицу. Брусов дух обавести Финија за подну плочицу коју овај може да уклони како би ископао тунел ради бекства.
Полицијска потрага за Финијем је безуспешна. Отмичар донесе храну Финију и остави врата откључана. Фини је у искушењу да се искраде напоље. Друга жртва, Били, преко телефона упозори Финија да је то игра коју Отмичар игра. Он чека да казни Финија ако овај изађе из подрума. Били инструише Финија да искористи кабл како би побегао кроз прозор подрума. Његови покушаји откину решетку на прозору, која падне доле, услед чега је спречен да се изнова попне. Гвен сања Билијеву отмицу и повери се свом оцу.
Рајт и Милер разговарају са ексцентричним мушкарцем по имену Макс, који живи у крају са својим братом. Открива се да се Фини налази у Максовом подруму (на његово незнање), а да је Отмичар његов брат. Фини преко телефона разговара са још једном жртвом, Грифином. Грифин ода Финију бројевну комбинацију катанца и обавести Финија да је Отмичар заспао горе. Фини се ишуња горе и откључа врата, али Отмичаров пас залаје, услед чега се Отмичар пробуди. Фини је брзо изнова ухваћен.
Фини се преко телефона чује са још једном жртвом, делинквентом по имену Венс, кога се Фини плашио. Следећи Венсова упутства, Фини пробије рупу у зиду и уђе у стражњи део замрзивача у суседној остави, али су врата замрзивача чврсто закључана. Фини достигне своју тачку пуцања и заплаче. Телефон још једанпут зазвони. Робин утеши Финија и охрабри га да устане и избори се за себе. Он научи Финија борилачким вештинама и инструише га да напуни слушалицу телефона земљом, како би њоме успешно ошамутио Отмичара.
Гвен има визију Отмичарове куће. Она контактира Рајта и Милера. Макс схвати да је Фини заробљен у његовој кући, те журно сиђе у подрум да га ослободи, али га његов брат убије секиром. Полиција упадне у кућу коју је Гвен нашла. У подруму они пронађу закопана тела жртава. Одлучивши да је време да оконча игру са Финијем, Отмичар га нападне секиром. Користећи нуспроизводе својих безуспешних покушаја бекства, Фини савлада Отмичара. Док духови зачикују Отмичара из слушалице, Фини му сломи врат телефонским каблом.
Одвративши пажњу псу уз помоћ парчета меса из замрзивача, Фини изађе из куће, за коју се испостави да је преко пута куће у којој су закопани посмртни остаци, а која је такође у власништву Отмичара. Он се изнова нађе са Гвен. Њихов отац стигне на лице места и у сузама их преклиње за опроштај због начина на који је поступао са њима. Натраг у школи, уз новостечено самопоуздање, Фини седне у клупу до своје школске симпатије, рекавши јој да може да га зове Фин.

## Улоге
| Глумац         | Улога         |
| -------------- | ------------- |
| Итан Хок       | „Отмичар”     |
| Мејсон Тејмс   | Фини Блејк    |
| Мадлен Макгро  | Гвен Блејк    |
| Џереми Дејвис  | Теренс Блејк  |
| Е. Роџер Мичел | детектив Рајт |
| Џејмс Рансон   | Макс          |